# Reese Witherspoon
Laura Jeanne Reese Witherspoon (født 22. marts 1976 i New Orleans, USA) er en amerikansk skuespiller og producer.
I løbet af 2000'erne havde hun amerikansk biografsucces med titler som Blondinens hævn, Sweet Home Alabama, Just Like Heaven og Four Christmases. I 2006 vandt hun en Oscar for hendes præstation som June Carter i Johnny Cash biografien Walk the Line.
Efter 2010 blev hun aktiv som producer, som en konsekvens af manglende roller for kvindelige skuespillere i Hollywood. Hun udviklede produktionsselskabet Pacific Standard, som i 2014 stod bag David Finchers Kvinden der forsvandt og dramaet Wild, hvortil Witherspoon blev nomineret for en Oscar i kategorien Bedste Kvindelige Hovedrolle. Witherspoon udviklede to sæsoner af HBO-serien Big Little Lies i samarbejde med Nicole Kidman, hvortil de begge modtog Golden Globe- og Emmy-nomineringer.
I 2019 var hun aktuel som skuespiller og producer på dramaserien The Morning Show overfor Jennifer Aniston. Serien var en af de første der blev lanceret på Apples streamingstjeneste. Hun modtog en Golden Globe nominering for hendes præstation.

## Filmografi
| År   | Titel                               | Rolle                       | Noter                                               |
| ---- | ----------------------------------- | --------------------------- | --------------------------------------------------- |
| 1991 | Sommer måne                         | Dani Trant                  |                                                     |
| 1991 | Wildflower                          | Ellie Perkins               |                                                     |
| 1992 | Desperate Choices: To Save My Child | Cassie Robbins              |                                                     |
| 1993 | Fjernt fra verden                   | Nonnie Parker               |                                                     |
| 1993 | Jack the Bear                       | Karen Morris                |                                                     |
| 1994 | S.F.W.                              | Wendy Pfister               |                                                     |
| 1996 | Freeway                             | Vanessa Lutz                |                                                     |
| 1996 | Fear                                | Nicole Walker               |                                                     |
| 1998 | Sandhedens time                     | Mel Ames                    |                                                     |
| 1998 | Overnight Delivery                  | Ivy Miller                  |                                                     |
| 1998 | Pleasantville                       | Jennifer/Mary Sue Parker    |                                                     |
| 1999 | Cruel Intentions                    | Annette Hargrove            |                                                     |
| 1999 | Election                            | Tracy Flick                 |                                                     |
| 1999 | Best Laid Plans                     | Lissa                       |                                                     |
| 2000 | Little Nicky                        | Holly                       | Cameo                                               |
| 2000 | Friends                             | Jill Green                  | To afsnit                                           |
| 2000 | American Psycho                     | Evelyn Williams             |                                                     |
| 2001 | Svanen Med Trompeten                | Serena                      | stemme                                              |
| 2001 | Blondinens Hævn                     | Elle Woods                  |                                                     |
| 2002 | The Importance of Being Earnest     | Cecily Cardew               |                                                     |
| 2002 | Sweet Home Alabama                  | Melanie Carmichael          |                                                     |
| 2003 | Blondinens hævn 2                   | Elle Woods                  | Også executive producer                             |
| 2003 | Vanity Fair                         | Becky Sharp                 |                                                     |
| 2005 | Walk the Line                       | June Carter Cash            | hun vandt en Oscar for bedste kvindelige hovedrolle |
| 2005 | Just like Heaven                    | Elizabeth Masterson         |                                                     |
| 2006 | Penelope                            | Annie                       | også producer                                       |
| 2007 | Rendition                           | Isabella Fields El-Ibrahimi |                                                     |
| 2008 | Four Christmases                    | Kate                        |                                                     |
| 2009 | Monsters vs. Aliens                 | Susan Murphy / Ginormica    | Stemme (også i videospil)                           |
| 2010 | Alt Hvad Du Har                     | Lisa Jorgenson              |                                                     |
| 2011 | Water for Elephants                 | Marlena Rosenbluth          |                                                     |
| 2012 | This Means War                      | Lauren Scott                |                                                     |
| 2013 | Mud                                 | Juniper                     |                                                     |
| 2014 | Devil's Knot                        | Pamela Hobbs                |                                                     |
| 2014 | Wild                                | Cheryl Strayed              | også producer                                       |
| 2014 | The Good Lie                        | Carrie Davis                |                                                     |
| 2014 | Kvinden der forsvandt               | —                           | Producer (kun)                                      |
| 2014 | Inherent Vice                       | Penny Kimball               |                                                     |
| 2015 | Hot Pursuit                         | Cooper                      | også producer                                       |
| 2016 | Syng                                | Rosita                      | Stemme original version.                            |
| 2017 | Big Little Lies                     | Madeline Mackenzie          | Sæson 1                                             |
| 2017 | Kærligheden flytter ind             | Alice                       |                                                     |
| 2018 | Et spring i tiden                   | Mrs. Whatsit                |                                                     |
| 2019 | Big Little Lies                     | Madeline Mackenzie          | Sæson 2                                             |
| 2019 | The Morning Show                    | Bradley Jackson             | Apple streaming-serie                               |

## Privat
Hun var fra 1999 til 2006 gift med skuespilleren Ryan Phillippe, som hun har to børn med. Nu er hun gift med Jim Toth som hun har en søn med.